# Geikielita
La geikielita és un mineral de la classe dels òxids, que pertany al grup de l'ilmenita. Rep el seu nom de Sir Archibald Geikie (1835-1924), professor escocès de geologia i mineralogia de la Universitat d'Edimburg, i director general de la Geological Survey of Great Britain and Ireland.

## Característiques
La geikielita és un òxid de fórmula química MgTiO₃. Forma una sèrie de solució sòlida amb l'ilmenita. Cristal·litza en el sistema trigonal. La seva duresa a l'escala de Mohs es troba entre 5 i 6. És l'anàleg amb magnesi de l'ilmenita, la pirofanita i l'ecandrewsita, i l'anàleg amb titani de l'akimotoïta. Pot ser confosa amb l'hematites.
Segons la classificació de Nickel-Strunz, la geikielita pertany a «04.CB: Òxids amb proporció metall:oxigen = 2:3, 3:5, i similars, amb cations de mida mitja» juntament amb els següents minerals: brizziïta, corindó, ecandrewsita, eskolaïta, hematites, ilmenita, karelianita, melanostibita, pirofanita, akimotoïta, auroantimonita, romanita, tistarita, avicennita, bixbyita, armalcolita, pseudobrookita, mongshanita, zincohögbomita-2N2S, zincohögbomita-2N6S, magnesiohögbomita-6N6S, magnesiohögbomita-2N3S, magnesiohögbomita-2N2S, ferrohögbomita-6N12S, pseudorútil, kleberita, berdesinskiita, oxivanita, olkhonskita, schreyerita, kamiokita, nolanita, rinmanita, iseïta, majindeïta, claudetita, estibioclaudetita, arsenolita, senarmontita, valentinita, bismita, esferobismoïta, sil·lenita, kyzylkumita i tietaiyangita.

## Formació i jaciments
Va ser descoberta l'any 1892 a Rakwana, al districte de Ratnapura de la província de Sabaragamuwa, a Sri Lanka. Als territoris de parla catalana se n'ha trobat geikielita a les mines de Costabona, a Prats de Molló-la Presta (Occitània).